# Marinella Falca
Marinella Falca född 1 maj 1986 i Bari, är en italiensk gymnast.
Hon tog OS-silver i rytmisk gymnastik för trupper i samband med de olympiska gymnastiktävlingarna 2004 i Aten.